# Famille Riant
 (décembre 2023).
Si vous disposez d'ouvrages ou d'articles de référence ou si vous connaissez des sites web de qualité traitant du thème abordé ici, merci de compléter l'article en donnant les références utiles à sa vérifiabilité et en les liant à la section « Notes et références ».
 (décembre 2023).
Améliorez-le ou discutez des points à vérifier. 

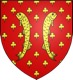
Armes :de gueules, semé de trèfles d'or, à deux bars adossés du même brochant sur le tout.

La famille Riant (aussi parfois orthographié «Riantz», «Ryants», «de Riant», «de Ryants», «de Villeray de Riant») serait originaire du Perche, ou elle était propriétaire des terres de Villeray, pendant une centaine d’années aux XVIe et XVIIIe siècles. Ses membres ont exercé des fonctions dans la politique, les affaires, et la culture.
Vers la révocation de l’Édit de Nantes (1685), les Riant perdent la terre de Villeray, ainsi que leurs titres, et s’éparpillent, certains partant vers le nouveau monde (Québec et Antilles), alors qu’on retrouve d’autres membres de la famille à Lyon et Paris.
C’est à compter de la deuxième partie du XVIIIe siècle, et plus encore du XIXe siècle, que la famille connait une deuxième période de prospérité, avec Jean-Marie Riant (1737-1811), échevin de Lyon, et ses fils Joseph-Ferdinand Riant (1789-1857), Jean-Louis Riant (1793-1871), maitres de Forges, et Didier-Nicolas Riant (1790-1864), notaire, proche conseiller du roi Charles X et homme d’affaires.
Au XIXe siècle, les Riant participent à des projets économiques de la révolution industrielle en France: naissance de la sidérurgie moderne et de l’industrie minière, débuts du chemin de fer, développement immobilier de Paris (on leur doit le quartier de l’Europe) ainsi que la création d’une banque d’affaires: l'Union Générale.
Les Riant s’impliqueront aussi dans les affaires politiques à travers des mandats locaux (à Paris) et nationaux où ils défendront des opinions conservatrices, voire monarchistes, marquées particulièrement par le soutien à l’enseignement catholique et aux autres grands projets du clergé. Le comte Paul Riant (1836-1888), historien médiévaliste spécialiste des croisades fonda et dirigea la Société de l’Orient Latin et la Revue de l’Orient Latin.
Des romans d’Honoré de Balzac en sont inspirés : la Cousine Bette (1846) se déroule au moment des prémices de l’urbanisation de la plaine des Errancis, en train de devenir le Quartier de l’Europe sous l’impulsion des Riant, alors que Beatrix (1839) montre le Quartier de l’Europe quelques années plus tard à l’état de chantier. L'Argent (1891) d’Émile Zola met en scène l’Union Générale (la banque «l’Universelle» dans le roman de Zola). Les Riant seront en outre une source d’inspiration de Philippe Hériat pour sa saga La famille Boussardel, présentant l’ascension et les vicissitudes d’une famille sur plusieurs générations depuis la chute du premier empire.

## Les Riant du Moyen Âge auXIXesiècle
Denis Riant est second, puis premier (en 1554) avocat du roi Henri II et beau-frère par alliance du premier président du parlement de Paris, Gilles le Maître. Il entre lui-même au parlement le 11 juin 1551. Quelques années plus tard il en devient le huitième président, le 18 aout 1556, au décès de Jacques Desligneris. Malade, il meurt peu après, le 1er mai 1557, après avoir démissionné de sa charge et s’être retiré en sa demeure de Villeray. Il est enterré à Villeray, et quelques jours après ont lieu des funérailles publiques à l’église Saint-Severin à Paris.
De son union avec Gabrielle Sapin, fille du conseiller du roi et receveur général des finances du Languedoc Jean Sapin, il a un fils et trois filles : Gilles, Claude, Marie et Gabrielle.
Gilles de Riant, chevalier baron de Villeray, conseiller du roi, devient lui aussi président du parlement de Paris. De son mariage avec Magdelaine Fernel, fille du premier médecin du roi Jean Fernel, il nait deux fils et deux filles, dont Denis de Riant, chevalier baron de Villeray, cornette (officier de cavalerie) de la compagnie de gendarmes du prince de Conti.
La terre de Villeray passe alors à Gilles de Riant (II), qui meurt sans enfant, puis à son frère Odet de Riant, chevalier baron de Villeray, qui épouse Marie du Bouchet, fille d’Honorat du Bouchet, chevalier seigneur de Sourches.
Les Riant perdent la terre de Villeray à la fin du XVIIe siècle, dans un contexte politique chahuté, au profit de Philippe Guestre, conseiller du roi, qui prend le nom de Guestre de Préval. Les descendants d’Odet, ou tout du moins certains d’entre eux, quittent le Perche pour s’établir à Paris et Lyon.

## L'essor des Riant auXIXesiècle
Le XIXe siècle fut marqué par de grands bouleversements à travers trois républiques, deux monarchies et deux empires. Sur le plan politique, la période connait l’opposition entre partisans des idéaux révolutionnaires et contre-révolutionnaires, et d’une lutte incertaine pour pérenniser une forme de régime stable entre républicains, monarchistes et bonapartistes.
L'Église catholique, ciment traditionnel de la société française, perd petit-à-petit de son influence avec la laïcisation progressive de l'État, voulue par des républicains anticléricaux, face aux monarchistes soutiens de l'Église.
Sur le plan économique, la France est bouleversée par la révolution industrielle, entraînant une progressive industrialisation et la sortie d'une économie primaire. Cette transformation provoque un rééquilibrage démographique entre les villes et les campagnes, si bien que dans les années 1910, la population citadine française atteint la barre symbolique des 50%.
La famille Riant s'engagera dans la naissance de l’industrie sidérurgique, le développement des chemins de fer (en son nom propre autant qu’à travers l’Union Générale), la construction de Paris et la défense des intérêts des catholiques dans un contexte marqué par l’anticléricalisme.

### Personnalités
Les personnalités de la famille Riant sont :
- Didier-Nicolas Riant (1790-1864), notaire à Paris puis homme d'affaires et homme politique. Il épouse en 1816 à Paris Louise Mignon, puis en secondes noces en 1835 à Paris, Joséphine Fayard de Bourdeille.
  - (1) Ferdinand Riant (1827-1897), ingénieur des Mines, homme d’affaires, homme politique et philanthrope. Il épouse Marie Petit.
    - Valentine Riant (1860-1879), religieuse.

  - (1) Léon Riant (1828-1903), homme politique, député, directeur général des Postes. Il épouse à Besançon en 1857 Marie Boysson d'École.
  - (2 ) Paul Riant (1836-1888), historien, membre de l'Institut. Il épouse en 1868 à Versailles, Antoinette Cornuau d'Offémont.

### Les Riant et la naissance de la sidérurgie moderne, Riant frères & Cie

#### Du négoce de fer à la sidérurgie
Les frères Riant, Joseph-Ferdinand Riant et Jean-Louis Riant, s’associent vers 1810 avec le marchand de fer Louis-Victor Moreau, dont ils reprennent l’affaire à sa mort en 1816. Ils comptent parmi les grands marchands de fer parisiens au début du XIXe siècle.
Ainsi, en 1829, Riant frères & Cie achetait et commercialisent l’ensemble de la production du Creusot, alors que d’autres vendent les productions d’autres bassins : Thomas Nodler vend tous les fers de Chatillon, les Poupillier vendent le fer des Wendel, les Holagray de Bordeaux celui de Decazeville.
Les marchands ont à cette époque un poids considérable. En effet, les modalités traditionnelles de commercialisations du fer, les foires et marchés régionaux (par exemple Saint Dizier qui commercialise les fers de Champagne, ou Chalon-sur-Saône ou arrivent les fers de Bourgogne) qui ont une grande influence sur la formation des prix, tendent à disparaitre. Dans le même temps, le prix du fer pratiqué à Paris commence à s’imposer sur tout le marché national. Les grands marchands fixent le prix car eux seuls sont capables d’écouler la production. D’autres phénomènes contribuent à accroitre leur importance. Les grandes usines, par la masse même de leur production, connaissent de difficiles problème d’écoulement de leurs fers, alors même que la demande est en croissance avec l’énorme expansion de la construction urbaine qui devient de plus en plus consommatrice de fer (coupoles, ponts, poutrelles, etc). Il faut donc des intermédiaires ayant une vue d’ensemble, et donc basés à Paris.
Une première phase d’expansion industrielle a lieu en France vers 1820-1826, avec des développements importants dans le domaine de la sidérurgie. C’est à ce moment que certains grands négociants, mais aussi financiers, rentrent dans la production d’acier : les Riant marchands de fer dans l’Allier et banquiers à Paris[15], les Demachy, agents de change dans l’Aveyron, Humann, ancien ministre des Finances et grand négociant dans le bassin d’Alais, les banquiers Worms dans la Loire et Laffitte dans le Puy de Dôme.
Les frères Riant s’intègrent en amont vers la production. Ils exploitent d’abord la mine de Fins dans l’Allier, et deviennent maîtres de forges à Basse-Indre. Déjà producteurs de fonte à bois, ils découvrent en 1820 la fonte au coke à l’occasion d’un voyage en Angleterre ou ils visitent les forges. C’est dans l’Aveyron, qu’ils mèneront avec succès un grand projet industriel, les mines d’Aubin.

#### Les mines de Fin
Les Riant détiennent la terre de Fins en sus des mines. La terre de Fins est composée de terres labourables, prés, vignes, bois, moulins, étangs, sur une étendue de 630 ha. La mine de houille se compose de la concession des mines, de tous les produits d’extraction, et de deux pompes à feu.
Les houillères seront vendues à Narcisse Lafond, ancien gérant de la Banque de France, en 1831.
La production de Fins était commercialisée à Paris par la maison Riant Frères & Cie, 177 rue Saint Antoine.

#### Les forges de Basse-Indre
Les Forges de Basse-Indre, sont créées en 1822 par la société Thomas, Hughes et Cie. Installées sur la Loire un peu en aval de Nantes, elles ont été un des premiers et plus importants exemples en France de forges à l’anglaise, c’est-à-dire d’atelier de puddlage de houille. L’usine est arrêtée en 1829 peu après la crise économique. Elle est rachetée sous la monarchie de Juillet par la société Riant, Langlois & Cie, et n’est remise à feu qu’en 1836, sous la direction de Joseph-Ferdinand Riant qui sera à la tête de la société jusqu’en 1847. À partir de 1845 cependant, il se réoriente vers une autre société à Aubin, dans l’Aveyron, et sera remplacé par Adrien Langlois.
Dans la période 1836-1864, les Forges de Basse-Indre deviennent le centre d'un petit groupe sidérurgique détenant des actifs non seulement à Basse-Indre, mais aussi à Moisdon-la-Rivière, au nord de Nantes (forges), à Duravel (Lot), à Mendive (Basses-Pyrénées, hauts-fourneaux) et qui fonctionne grâce au cabotage entre l'estuaire de la Loire et les ports de Bordeaux et Bayonne. Cette structuration prendra fin en raison de changements techniques (chemin de fer) et politiques (règlementation douanière).
La société Riant, Langlois & Cie devient, en 1843, la Société des Forges de Basse-Indre, qui fusionne en 1902 avec les établissements JJ Carnaud. Sous le nom de Carnaud SA, la société est une filiale de Marine-Wendel, avant d’être apportée à la CGIP, aujourd’hui Wendel, une des sociétés issues du groupe Wendel-Sidélor lors de la restructuration de la sidérurgie dans les années 1980. L'activité industrielle des Forges de Basse-Indre existe encore de nos jours dans le cadre du groupe ArcelorMittal, l'unité de production étant désormais dénommée Arcelor Packaging International.

#### Les forges de Salles (Côtes d’Armor)
En 1841, la forge est affermée à Messieurs Riant et Langlois qui gèrent d’autres hauts fourneaux en France et qui possèdent les forges à l’anglaise de Basse-Indre en aval de Nantes. Cette nouvelle gestion coïncide avec l’ouverture du canal de Nantes à Brest. Riant et Langlois abandonnent les forges et la fonderie. En 1845 la forge neuve devient un moulin à tan destiné à broyer les écorces et fabriquer le tan nécessaire au tannage des peaux. Riant et Langlois fabriquent exclusivement à Salles de la fonte pour approvisionner Basse-Indre. Pour ce faire ils construisent un nouveau haut fourneau et sa halle sur le site de Guénault.
En 1853 Monsieur Garnier leur succède. En 1858 et en 1859 il modernise l’usine en remplaçant le haut fourneau en pierre par un haut fourneau en briques et en construisant la dernière halle à charbon. Les plans du haut fourneau et de la halle sont exécutés par Thomas et Laurens, ingénieurs parisiens issus de l’école Centrale; ils vont réaliser un ensemble moderne et productif. De 1865 à 1877 la famille Carré-Kérisouet prend le relais. La concurrence de la technologie au coke inventée par les Anglais, des accords commerciaux, le manque de rentabilité entraînent la fermeture des forges à bois. Les forges de Salles s’arrêtent ainsi le 1er juillet 1877.

#### Le Creusot
Dans les années 1826 à 1833, le Creusot, alors détenue par la société anglaise Manby & Wilson, aussi propriétaire des forges de Charenton, connait une période d’expansion ambitieuse, avec un important agrandissement, la construction d’une forge à l’anglaise, la reconstruction de quatre hauts fourneaux et le développement d’une cité ouvrière.
Mais la société connait aussi une succession de crises, liées à la fois à des performances qui laissent à désirer (à des problèmes de production s’ajoutent des coûts de revient trop élevés, qui mettent la société en perte), une instabilité managériale, et des événements politiques qui la déstabilisent.
À cette époque, les frères Riant commercialisaient l’intégralité de la production du Creusot. Ils étaient d’ardents défenseurs des qualités des «fers à la houille» du Creusot, diffusant l’opinion selon laquelle les consommateurs «éclairés» ne devaient faire aucune différence entre «fers au bois» et «fers à la houille». C’était aller contre un préjugé prévalent à l’époque, selon lequel les fers de très bonne qualité étaient toujours fabriqués au bois.
Joseph-Ferdinand Riant devient le directeur du Creusot en 1831, succédant au Saint-Simonien Henri Fournel, polytechnicien et ingénieur du corps des mines. L’idée du Conseil d’Administration était de rompre avec une habitude de nommer des techniciens comme dirigeants de la société, qui plus est ne connaissant pas la sidérurgie.
Le conseil résumait la situation en ces termes: «La direction d’une usine se divise en deux parties, l’une relative aux travaux de l’art, l’autre essentiellement commerciale. Jusqu’à présent les directeurs du Creusot ont été choisis exclusivement dans la première catégorie. Le mal n’aurait pas été si grand si ces messieurs eussent déjà dirigé précédemment de semblables usines, mais aucun d’eux n’avaient de connaissance pratique ni des hauts fourneaux au coke, ni de la fabrication de fer. Il fallait faire l’éducation de chaque nouveau directeur et mettre à l’épreuve les théories plus ou moins plausibles qu’il apportait. De là ont résulté des variations continuelles dans la quantité et la qualité des produits, ainsi que dans les coûts de revient»
La nomination de Riant avait ainsi pour but de mettre à la tête de la société un dirigeant non seulement connaissant l’industrie de l’acier, mais aussi capable de superviser les aspects commerciaux. Joseph-Ferdinand Riant devait être payé sur les bénéfices, après paiement de toutes les dépenses.
Cependant, celui-ci semble peu s’impliquer au Creusot, cumulant sa fonction de directeur avec d’autres rôles dans la production et le négoce des métaux à travers Riant Frères & Cie. Il est remplacé par Nailly, polytechnicien et ingénieur des mines, un «homme de l’art».
La société est déclarée en faillite le 25 juin 1833. Joseph-Ferdinand Riant est alors syndic de la faillite et travaille à un plan de sauvetage avec le gouvernement, par lequel ce dernier se porte acquéreur d’un tiers de la production du Creusot, afin d’en utiliser les fers dans les constructions publiques.
En 1836, Schneider Frères & Cie se porte acquéreur de tous les établissements du Creusot avec le soutien de la banque Seillière. Adolphe et Eugène Schneider en deviennent les dirigeants.
Le Creusot fait aujourd’hui partie du groupe Arcelor-Mittal.

#### Les forges d’Aubin
Avant le XIXe siècle, Aubin était un modeste bourg agricole. C’est pourtant autour de cette localité que s’établirent deux entreprises sidérurgiques concurrentes, celles du duc Decaze et celle des frères Riant.
En 1828, le duc Decazes crée les Houillères et Fonderies de l’Aveyron avec l’aide du polytechnicien François Cabrol. L'exploitation du charbon commence et les premiers complexes métallurgiques apparaissent. Au début de la monarchie de Juillet, le site prend le nom de Decazeville.
En 1848, la société Riant Frères (ou Ferdinand et Louis Riant & Cie) est fondée dans le quartier du Gua à Aubin. Avant l’apparition des Forges, le Gua était une vallée bucolique ou coule le ruisseau de l’Enne. En 1840, seules 25 personnes vivent dans la modeste localité. Cette dernière est réaménagée pour accueillir les aciéries et les forges. La société installe 13 fours à coke, 6 hauts fourneaux, des machines soufflantes et près de 14 fours, afin de produire du métal fin. L’exploitation devient rapidement plus importante que sa voisine de Decazeville.
Pour faire de la fonte, il faut du minerai, or celui de l’Aveyron est pauvre. Les frères Riant créent donc la Forge de Duravel sur le Lot en 1846, associée à une mine de fer, comme une succursale des Forges d’Aubin, qui réexpédiera sur Aubin un produit semi-fini destiné à être retransformé en produit plus élaboré.
Les forges d’Aubin et de Duravel trouvent un débouché naturel avec la fabrication de coussinets et de rails pour les chemins de fer. En particulier la concession de la ligne Bordeaux-Sète est attribuée en septembre 1846 à la société Paris-Orléans, ce qui constitue une demande régionale significative. Durant quatre décennies, l'exploitation métallurgique d'Aubin se pose comme un grand producteur au niveau national.
Entre extraction du charbon et production de fer laminé, l’économie se développe rapidement et la commune aussi. Le bassin d’emplois nouveau attire de nombreux travailleurs. Ceux-ci ne s’installent pas dans la vieille ville d’Aubin, mais plutôt dans le quartier du Gua même, situé à deux kilomètres de la ville.
Le Gua prospère, sur un modèle de développement qui ressemble à celui de Decazeville (elle-même créée en 1830), et compte déjà autant d’habitants qu’Aubin dans les années 1870, si bien que la population demande en 1872 à devenir une vraie agglomération. On propose le nom de Riantville, en l’honneur des créateurs de la grande industrie de la ville. Charles Coince, maire d’Aubin et directeur des Forges, calme les ardeurs sécessionnistes par une meilleure répartition des revenus de la commune.
Les forges d’Aubin et les usines de Decazeville sont en concurrence frontale. La rivalité est telle qu’en 1852, François Cabrol, patron du centre de production decazevillois et le comte de Seraincourt, associé des Riant, se provoquent en duel. Seraincourt est blessé au pied et l’affaire en reste là.
Pendant les années 1850, des difficultés importantes apparaissent avec l’effondrement du marché de la fonte à la suite de la signature d’un accord de libre-échange avec l’Angleterre. La forge de Duravel ferme et l’activité est concentrée à Aubin. Les forges ferment en 1887 et le gouvernement du Général de Gaulle prit la décision de fermer les dernières mines du bassin en 1960.

### Le développement de Paris, le quartier de l’Europe
Le "Nouveau Quartier de l’Europe" est le plus vaste des lotissements spéculatifs engagés durant les années 1820 à l’intérieur des limites administratives de Paris. Son développement initial est antérieur aux opérations menées par les Frères Pereire et Haussmann sous le second empire.
De la rue Saint-Lazare au mur des Fermiers Généraux, s’insérant entre les faubourgs étirés au long des rues de Clichy, du Rocher et de Courcelles, investissant des terrains jusqu’alors pour la plupart agricoles ou en friche, ce lotissement couvre près de 50 hectares. Il s’agit principalement de la «Petite Pologne», village de chiffonniers évoquée par Balzac dans la cousine Bette, incluant la plaine des Errancis et les jardins de Tivoli.
La création de ce nouveau quartier est essentiellement l’œuvre de trois associés, le banquier Suédois (mais d’origine danoise) Jonas-Philip Hagerman, Sylvain Mignon et son gendre Didier-Nicolas Riant. La composition de ce trio, incluant un étranger de manière atypique pour l’époque, serait la raison pour laquelle le quartier portera le nom de «Quartier de l’Europe», et ses rues seront nommées d’après les grandes capitales européennes (les rues de Rome, Lisbonne, Londres, Vienne, etc). Une autre explication serait un hommage aux conquêtes napoléoniennes, une statue de l’empereur ayant été proposée en 1830 pour orner la place de l’Europe.
Didier-Nicolas Riant, devenu gendre de Sylvain Mignon en 1816, est probablement l’inspirateur de ce dernier dans ses investissements immobiliers. Neveu des maîtres de forges fournisseurs de l’entreprise Mignon, et notaire de 1816 à 1833, il sera de fait, après 1829, le principal représentant des héritiers Mignon et de leurs intérêts dans la poursuite du lotissement.
Le projet commence à prendre forme avant 1820, époque à laquelle l’endroit en question, alors appelé «Petite Pologne», était composé à la fois de champs, agrémentés de quelques moulins à vent, et de zones s’apparentant plus à des terrains vagues, habitées par des chiffonniers, des mendiants, voleurs et autres «gens sans aveu». Les terrains étaient alors morcelés, avec de nombreux petits propriétaires. Sans concertation, Hagerman et Mignonprocèdent à de multiples acquisitions, chacun de leur côté. Mignon achète ainsi la quasi-totalité des terrains de Bourray de Vezelay, grand spéculateur foncier de l’ancien régime, soit quelque 20 hectares, auxquels il ajoute, par 6 transactions successives en 1821, plus de 20 000 m2 supplémentaires. Il maitrisera 31 hectares en 1827, correspondant à peu près à la plaine des Errancis (ce qui veut dire les «estropiés»), après 34 transactions supplémentaires. Son ambition ne trouve qu’une limite, celle de Jonas-Philip Hagerman, contre qui il est souvent en concurrence lors de ventes aux enchères. Celui-ci achète en effet -conjointement avec Mignon - les jardins de Tivoli et gagne contre Mignon et Riant l’acquisition des 90,000 m2 de la succession du Marquis de Thieffies-Beauvois en 1823.

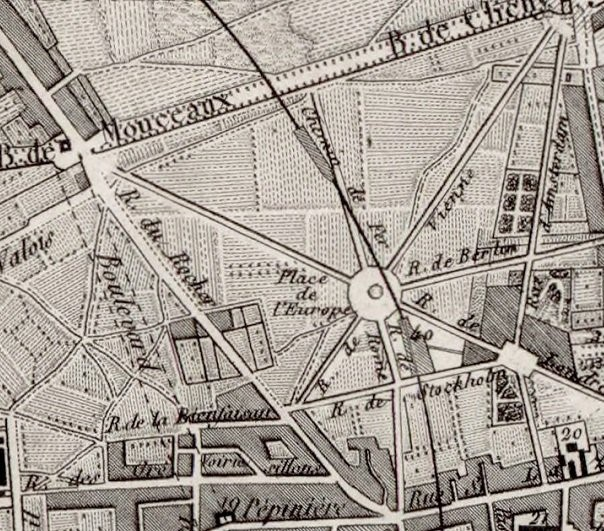
Plan de Paris 1837 par Alexis Donnet - Place de l'Europe

Dès lors, les possessions des deux développeurs couvrent la quasi-totalité de la plaine des Errancis et de la plaine de l’Epine, mais leur imbrication est telle que les valoriser exige une entente, faute pour l’un de pouvoir aisément désintéresser l’autre.
Le 29 octobre 1824, ils signent des conventions, fondées sur un projet de rues nouvelles qu’ils ont conjointement préalablement soumis à la ville de Paris en décembre 1823, et portant sur trois objets :
1. fixer la participation de chacun aux frais et charges d’aménagement des voies à ouvrir ;
2. organiser un remembrement attribuant à chacun des ilots aussi complets que possible ;
3. prévoir l’adaptation des clauses précédentes aux éventuelles exigences de la ville. À la différence d’autres opérations contemporaines, aucune société n’est créée, le remembrement laissant chacun libre d’aménager comme il l’entend les terrains qui lui échoient.

Le remembrement conserve néanmoins à chacun leur «propriété particulière», c’est-à-dire pour Sylvain Mignon sa résidence, sise sur un terrain de 27 300 m2 au 30, rue du Rocher, achetée en 1821.
La procédure d’approbation par la Ville prendra plus de deux ans, et est marquée par l’âpreté des négociations entre les développeurs et les autorités publiques. La ville exprime de nombreuses demandes, dont le redressement en ligne droite de la rue de Vienne (initialement projetée de la rue de Vienne à la place Beauvau), le prolongement de la rue de Rome jusqu’à la rue Saint-Lazare (objet de longues discussions, mais refusé au motif qu’il aurait coupé par le milieu le parc de la demeure Mignon-Riant), l’orientation de la rue de Stockholm (en particulier la forme de son carrefour avec la rue du Rocher et de la Bienfaisance, contiguës au parc Riant-Mignon). Ces discussions, opposant les contraintes architecturales et économiques des lotisseurs (et parfois aussi leurs intérêts personnels) avec les ambitions des pouvoirs publics trouvent une issue heureuse, dans la mesure où la faiblesse des finances de la ville contraint cette dernière à rechercher des compromis.
Dès aout 1824, le préfet de la Seine, Chabrol de Volvic, demande au service du Pavé de Paris d’étudier le projet de nivellement et de pavage des rues à ouvrir. Ces plans sont achevés le 15 juin de la même année, et approuvés le 20 décembre suivant par Louis Becquey, directeur général des Ponts et Chaussées. Ils incluent les principes de conception viaire les plus modernes: trottoirs dans toutes les rues, ruisseaux latéraux dans les rues de plus de 15 mètres de largeur (dispositif très nouveau, remplaçant le ruisseau central des voies plus anciennes), plantations d’alignement pour le boulevard de d’Europe.
Pour la réalisation d’une grande partie des chantiers de voirie, les lotisseurs, autorisés à le faire par le préfet, passent un marché privé avec l’entrepreneur Baron, titulaire du bail d’entretien du Pavé de Paris. D’autres entrepreneurs sont aussi retenus, notamment pour les terrassements, une tâche colossale. L’aménagement du quartier de l’Europe, depuis les débuts de sa construction jusqu’à la fin des travaux sous Napoléon III nécessitera en effet d’enlever une couche superficielle du sol d’une épaisseur de 10 mètres sur une surface de 100 000 m2.
Dans tous les cas cependant, le contrôle de la conformité de l’exécution avec les plans approuvés revient aux ingénieurs des Ponts et Chaussées. Aussi étroitement suivie par des agents d’autorité publique, l’ouverture de rues nouvelles restera cependant longtemps incomplète. Une première raison en est que les lotisseurs ne maitrisent pas l’emprise complète de certaines voies projetées et qu’une décision municipale de 1824 n’a pas octroyé de droit d’expropriation. D’autre part, d’un commun accord, les lotisseurs n’ouvrent les rues qu’à mesure qu’elles leur sont utiles pour signifier la naissance du quartier ou pour engager la vente de lots à bâtir.
Dans cette logique, la première voie ouverte (dès 1826-1827) est celle qui, de l’avis des autorités comme des développeurs, constitue l’axe principal du nouveau quartier, parce qu’il relie l’extrémité nord de la Chaussée d’Antin à la barrière Monceau : l’actuelle rue de Londres, se prolongeant en rue de Constantinople. L’ouverture de cet axe est simultanément complétée par le pavage de la place de l’Europe. Les rues ouvertes dans les trois années suivantes sont deux rues issues de cette même place (la rue de Vienne et le rue de Rome), mais surtout des rues qui redivisent l’ancien jardin de Tivoli (les rues de Tivoli et de Milan). La rue de Stockholm est également ouverte, mais sans autorisation et selon son tracé initial respectant l’intégrité du parc Mignon-Riant. Cet échelonnement de l’ouverture des rues favorise ainsi particulièrement le secteur Sud-Est, qui bénéficie en outre de la proximité du quartier élégant de la Chaussée d’Antin. Par ailleurs, la création du chemin de fer vaut au quartier de l’Europe une rapide extension ; il est considéré comme l’un des plus riches de Paris à l’entre-deux guerres.
À l’origine, lors de sa construction en 1822, la place de l’Europe devait être octogonale, mais en 1832, la compagnie du chemin de fer fait creuser un tunnel qui remplace l’axe nord-sud manquant à l’octogone. L’élargissement des voies de chemin de fer en 1895 fait disparaître la place de l’Europe qui est recréée sur l’immense viaduc réalisé en 1863 par l’ingénieur Adolphe Jullien.
Le prolongement de la rue de Miromesnil, de la rue du Rocher et du boulevard Malesherbes (ce dernier ayant été construit sur des terrains appartenant aux Riant) était prévu dans le projet initial, et fut à peu près réalisé.
Le quartier de l’Europe, symbole de l’essor technologique de la seconde moitié du XIXe siècle, attire plusieurs générations de peintres venus contempler la gare Saint-Lazare et le passage des trains depuis le pont de l’Europe. En 1872, Edouard Manet s’installe dans la rue de Saint-Pétersbourg, à deux pas de son ami Stéphane Mallarmé et à quelques encablures des chemins de fer de l’Ouest, qu’il empruntait pour quitter la ville. À la même époque, Gustave Caillebotte loue, pour son ami Claude Monet, un appartement dans la rue de Vintimille, prélude à une fameuse série de tableaux.

### Les Riant et les chemins de fer, la Compagnie Riant

#### La ligne Paris-Rouen
L’histoire du chemin de fer de la vallée de la Seine se confond avec celle des débuts du transport moderne en France.
La Compagnie Riant est à l’origine de l’un des tout premiers projets de ligne de chemin de fer recensé dans l’étude de 1836 de Théophile Bidon, «Chemin de fer de Paris à Versailles, desservant les deux rives de la Seine». Ce projet date de 1832, et prévoit de desservir Saint-Germain-en-Laye, la Normandie, puis Londres. Il est donc concurrent du projet mené par Pereire, développé quasi-concomitamment, qui retient les mêmes destinations, ainsi que la même localisation pour la gare parisienne, le quartier des jardins de Tivoli (aujourd’hui entre les rues Saint-Lazare et Clichy). Le projet Pereire restera sans suite.
En 1835 commencent les premières étapes d’un très ambitieux programme national d’amélioration des voies fluviales, en même temps qu’une politique d’encouragement de la construction de lignes de chemin de fer. Se rendant compte que la tâche de construction était tout à la fois au-delà des moyens du secteur privé seul, et en dehors de la sphère d’action de l’État, le gouvernement du duc de Broglie décide d’offrir en concession une ligne clé: Paris-Le Havre-Dieppe. Cette ligne est d’après Thiers, encore ministre des Transports à cette époque, la plus désirée par les voyageurs. Bien que la plus courte des «grandes linges», elle relierait Paris et Rouen, l’une des plus grandes villes du pays, et aussi Londres dans une étape ultérieure.
Le gouvernement propose d’accorder une concession de 99 ans à une société sélectionnée par le biais d’un appel d’offres, et de se porter acquéreur d’un cinquième de son capital.
Thiers propose la route recommandée par Antoine Defontaine, inspecteur Général des Ponts & Chaussées, qui fit les premières études. Celle-ci, passant par les plateaux (par opposition à la vallée de la Seine), ralliait directement Le Havre via Saint-Denis puis Gisors, en évitant Rouen et Pontoise qui n’était desservies que par un embranchement.
Bien que Thiers ait probablement espéré faire voter son projet de loi de concession dès 1835, la commission parlementaire nommée pour examiner le projet se trouve immédiatement confrontée à la question du tracé. N’étant pas capable de statuer sur ce point, la commission ne peut que recommander qu’une étude supplémentaire soit réalisée. Il était alors entendu que le gouvernement procéderait au choix final, prenant aussi en compte l’avis du Conseil Général des Ponts et Chaussées.
Malheureusement pour le gouvernement, la seule société alors prête à financer le projet était la Compagnie Riant. Celle-ci était une société cotée à la bourse de Paris, fondée par Didier-Nicolas Riant, avec pour objet social la construction de la ligne Paris-Rouen, et s’appuyant sur des capitaux français (en particulier, outre les Riant, le banquier Jacques Laffitte, gouverneur de la Banque de France) et aussi britanniques.
La Compagnie Riant (ou Riant & Cie selon les sources) déclare à la commission parlementaire en avril 1835 qu’elle n’accepterait de construire la ligne de chemin de fer qu’à la condition qu’elle passe par la vallée de la Seine et directement par Rouen, plutôt que cette dernière ne soit desservie par un embranchement secondaire.
C’est le début d’une longue et houleuse polémique qui dure près de 10 ans entre les partisans de la route des plateaux et ceux de la route de la vallée. La route des plateaux permet de relier des territoires qui n’étaient pas desservis naturellement par la Seine (alors le moyen de transport principal des biens produits dans la région comme des importations), mais suppose la construction de nombreux ouvrages (tunnels, viaducs, etc) permettant de gérer le dénivelé. Elle a l’avantage de permettre un potentiel développement industriel dans les zones n’ayant pas accès à la Seine. La route de la vallée avait, elle, le mérite d’emprunter un terrain moins difficile, et de doubler la voie de transport fluviale, offrant davantage de capacité de transport et de sécurité aux industries déjà installées dans la vallée de la Seine, et aussi au Port du Havre, alors en concurrence sévère avec les ports d’Anvers et d’Amsterdam (commerce du coton). Elle permet aussi de desservir Rouen d’une manière cohérente avec la taille de la ville.

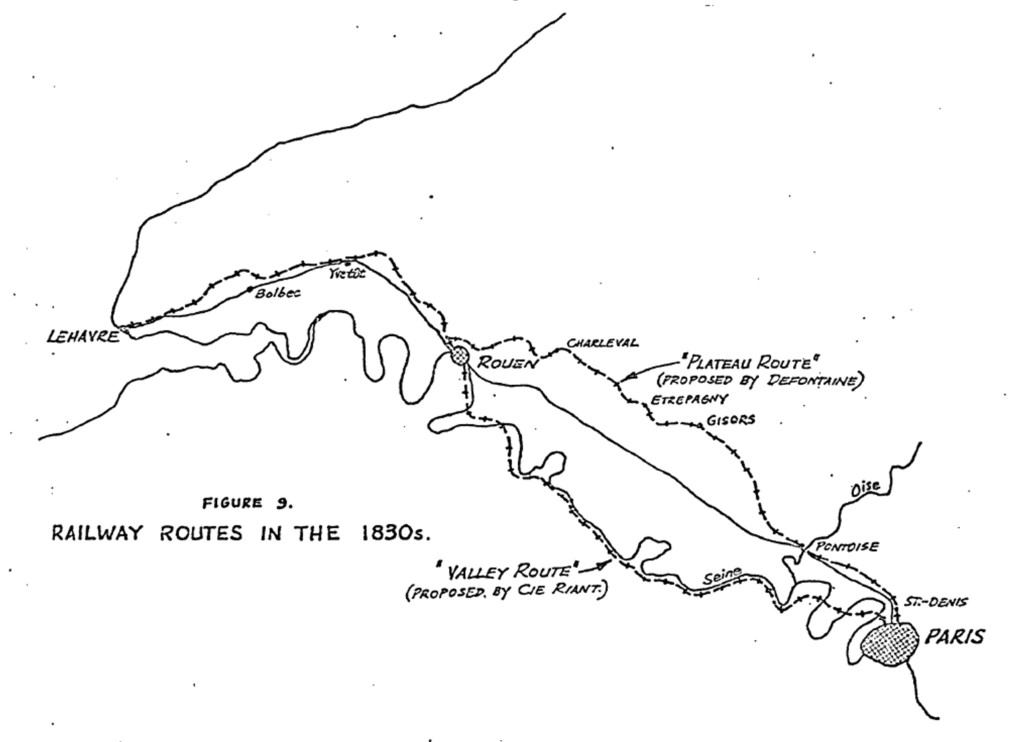
La route de la vallée, projet de la compagnie Riant et la route des plateaux, projet de Defontaine, années 1830

Riant & Cie avait recruté à l’été 1835 deux ingénieurs des Ponts & Chaussées, Polonceau et Berger, pour étudier une route complète de Paris au Havre. Leur plan inclut non seulement le passage par Rouen, mais aussi par les trois autres villes importantes de la région: Elbeuf, Louviers et Evreux. Le coût du projet est estimé à 74 millions de Francs (la précédente estimation de Defontaine était de 60 millions), que Riant & Cie propose de financer entièrement sur fonds propres, renonçant à toute aide de l’État.
En 1836, l’opinion publique est plutôt favorable à la route de la vallée. Riant & Cie soumet son premier projet complet en janvier 1836, et des enquêtes publiques sont conduites pendant l’été 1836 dans les quatre départements traversés par le chemin de fer (Seine, Seine et Oise, Eure et Seine inférieure). Trois représentants départementaux sur quatre font état de leur préférence pour la route de la vallée. Le représentant du Havre finit par se rallier au projet de Riant & Cie au motif qu’il desservait plus d’agglomérations et ne supposait pas l’aide de l’État.
Ce premier avis est remis en cause dès l’automne 1836, avec des insinuations d’Antoine Defontaine, auprès de représentants de la ville du Havre, suggérant que le dernier tronçon desservant la ville, supposé plus coûteux et difficile à construire, pourrait ne jamais être réalisé. En mai 1836, Riant & Cie s’engage, en réponse, auprès de la chambre de commerce du Havre à procéder à la construction en une seule étape, jusqu’au Havre. La ville du Havre indique alors son intention de répondre favorablement au projet de Riant & Cie lors des auditions parlementaires à venir.
Pendant ce temps, les partisans de la route des plateaux ont de leur côté affiné leur projet.
En octobre 1836 démarre un nouveau cycle d’enquêtes parlementaires, sur ordre du nouveau Ministre des transports, Hyppolyte Passy. Pendant quelques mois, le débat entre les deux routes est  intense entre les départements, les Ponts & Chaussées, et le gouvernement. La ville du Havre, à nouveau convaincue que seule la route des plateaux lui permettrait d’être desservie soutient cette dernière, alors que Rouen soutient la route de la vallée, la seule qui à ses yeux préserve ses intérêts.
Riant & Cie et le gouvernement partagent l’opinion suivant laquelle le chemin de fer transporterait principalement des passagers et des marchandises légères, alors que les marchandises lourdes continueraient à être acheminées par voie fluviale. Ceci milite pour la route de la vallée, doublant la voie fluviale.
Le projet est présenté au Conseil Général des Ponts & Chaussées début 1837. Celui-ci conclut à un mérite technique égal des deux projets, mais à un intérêt économique pour la route des plateaux, dans sa décision «finale» du 16 mars 1837.
Avec la question de la route en apparence résolue, le ministre des Travaux publics présente à la chambre des députés le projet de loi de développement du chemin de fer de Paris à Rouen (se gardant bien de se prononcer concernant le prolongement jusqu’au Havre). Ce projet de loi se heurte donc immédiatement à l’hostilité de la ville du Havre, qui craint toujours que le tronçon Rouen-Le Havre, perçu comme le plus difficile et le plus cher, ne soit jamais construit. Le Havre s’appuyait en particulier sur une information selon laquelle certains bailleurs de fonds britanniques de Riant & Cie auraient posé pour condition que la ligne ne soit construite que jusqu’à Rouen.
Deux jours plus tard, Riant & Cie confirme formellement à nouveau au ministre sa volonté et sa capacité à construire la ligne en une fois, jusqu’au Havre. Un nouveau projet de loi est donc déposé le 3 juin, prolongeant la ligne jusqu’au Havre.
C’est dans les deux semaines qui suivent que la Commission parlementaire change de recommandation, et suggère aux députés de voter en faveur du premier projet de loi (jusqu’à Rouen) au lieu du second projet de loi (jusqu’au Havre), craignant toujours des difficultés de financement pour le deuxième tronçon. Ces débats rouvrent la question du rôle de l’État et du financement, public ou privé, de telles infrastructures. Le fait que la moitié du capital de Riant & Cie provienne du Royaume-Uni est présenté comme la preuve que de tels projets ne peuvent être financés par le secteur privé seul. Le fait que les sociétés porteuses de projets ferroviaires, dont au premier chef Riant & Cie, sont cotées en bourse, ajoute en outre une crainte liée aux risques de spéculation, qui pourraient amener un krach financier (craintes relayées au parlement et dans la presse).
Le comte Jaubert (qui deviendra quelques années plus tard ministre des transports) est ainsi acclamé à la chambre des députés lorsqu’il déclare «Les principes de la centralisation font la gloire et la puissance de la France. La centralisation doit être fortifiée plus que jamais: en voici une grande occasion».
Un nouveau projet de loi est introduit en 1838, sous la forme d’un plan national pour les transports, reprenant l’idée d’une ligne Paris-Rouen dont on s’assurerait qu’elle fut prolongeable, financée intégralement par l’État. Ce dernier aspect trouve aussi un certain écho populaire dans le contexte du mécontentement populaire lié aux tarifs élevés pratiqués par les compagnies privées opérant les concessions des canaux fluviaux attribuées en 1821 et 1822.
L’introduction de ce nouveau projet de loi, ne satisfaisant personne, marque le démarrage d’une nouvelle campagne de pétitions et de visites de délégations (à la fois des villes du Havre, Dieppe, Rouen et de Riant & Cie) à la Commission des Finances, chargée de rendre un avis.
La ville du Havre est en faveur d’un financement privé, et engage des négociations intenses avec Riant & Cie, dont le résultat est à nouveau un engagement de cette dernière, assorti de garanties fortes, de construire la ligne jusqu’au Havre.
Cependant, la ville, toujours inconfortable, cherche à développer des alternatives au projet Riant, ou plutôt à neutraliser la compagnie en élargissant sa base d’investisseurs, de manière à être moins dépendante d’un investisseur en particulier. Elle cherche donc d’autres acteurs capables de participer au financement d’un tel projet. Après des discussions infructueuses avec l’industriel belgo-britannique John Cockerill, un dialogue s’engage avec James de Rothschild, qui indique vouloir attendre la décision de la commission parlementaire. Les délégués de la ville du Havre finissent par conclure que le projet de Riant & Cie, tel qu’originalement présenté et financé, est le seul viable.
Pendant ce temps, la Commission des Finances poursuivit son examen du projet de loi, et recommande son rejet par la Chambre, pour des raisons politiques, d’après de nombreux observateurs, dans un contexte ou plusieurs membres de la Commission, dont Thiers, étaient des opposants déclarés au gouvernement, regroupés en coalition. Le Railway Times de Londres critique ainsi la «fragilité absolue» des raisons invoquées par la Commission.
Ces rebondissements successifs laissent le temps nécessaire à l’émergence de projets concurrents à celui de Riant & Cie, dont en particulier celui de la Compagnie Chouquet & Lenoble, créée en mai 1838 et proposant un tracé par les plateaux. Chouquet & Lenoble est soutenue par de grandes figures du monde des affaires et de grands propriétaires: le banquier Delamarre, le duc Decazes, Théodore Humann, futur ministre des Finances, le comte Roy, maître de forges. Le comte Jaubert est nommé directeur général. La Compagnie Chouquet & Lenoble conduit avec succès une augmentation de capital à destination du public, ce qui déclenche une chute du cours de bourse de Riant & Cie de 10%. Les actions de Chouquet & Lenoble font l’objet d’une spéculation intense, qui selon certains, précipite la chute de la société. Il faut aussi ajouter que Chouquet & Lenoble ne bénéficiait pas du soutien de grands actionnaires solides, contrairement à Riant & Cie, et était donc plus fragile. Le krach boursier qui touche les valeurs ferroviaires au deuxième trimestre 1838 met Chouquet & Lenoble en difficulté, la baisse du cours de ses titres décourageant les investisseurs d’apporter davantage de capitaux comme cela était pourtant prévu (les actions n’étaient que partiellement libérées). À ces difficultés de financement s’ajoutent des difficultés opérationnelles : les estimations de coûts des travaux (réalisées par Antoine Defontaine) se révèlent très optimistes et sont largement dépassées.
Les coûts de développement sont révisés significativement à la hausse et le comte Jaubert démissionne du poste de Directeur Général. Il apparait alors clairement qu’aucune des raisons qui avaient justifié le choix en faveur de Chouquet & Lenoble en 1838 n’était vraie : le tracé par les plateaux n’était pas moins coûteux et les personnalités qui avaient été mises en avant pour promouvoir le projet ne s’étaient en somme pas impliquées financièrement en dépit de leur engagement moral. Chouquet & Lenoble est dissoute en août 1839, et il semble que les petits investisseurs aient perdu l’intégralité de leur investissement.
Cette faillite marque la fin de presque dix ans d’efforts pour créer une voie de chemin de fer de Paris vers Rouen, le Havre, et Dieppe.
Pendant les années 1840 et 1850, trois sociétés distinctes, mais liées, reprendront le projet par morceaux, atteignant Rouen en 1843, Le Havre en 1847 et Dieppe en 1850. La principale d’entre elles Laffite, Blount & Cie, dirigée par le Charles Laffitte, neveu de Jacques Laffitte (partenaire de Riant & Cie dès sa création) réalise la ligne Paris-Rouen, sur la base du tracé de Riant & Cie par la vallée de la Seine, Riant & Cie ayant en effet apporté les plans et études à la nouvelle société. Le tracé est jugé parfaitement satisfaisant par Joseph Locke, ingénieur en chef de la London and South Western Railway, partenaire du projet. La construction est réalisée avec des capitaux anglais, comme initialement envisagé par Riant & Cie.

#### La question des gares
Le principe de la construction du chemin de fer au départ de Paris est approuvé par les chambres et voté en 1832, surmontant ainsi une certaine réticence liée à la peur que la locomotive inspirait. Une fois la décision de principe prise, se posait la question de la localisation des gares.

### L’ambition, l’ascension et la chute de l’Union Générale
L’Union Générale est une banque de financement et banque d’affaires créée en 1878  Cotée en bourse, sa faillite retentissante en 1882 est à l’origine du premier grand krach boursier de l’histoire.
Ferdinand Riant (1827-1897) et son frère Léon Riant (1828-1903) sont à l’origine de la création de la banque. La visite de Ferdinand au Pape Leon XIII en 1877 est l’occasion de lui présenter le projet d’un établissement financier catholique, c’est-à-dire une banque qui soit prête à financer «certaines institutions pieuses et morales». Ce projet bénéficie de «toutes les faveurs» de Leon XIII, qui voit dans Ferdinand et son frère Léon Riant «une très grande garantie» de sérieux. La banque verra donc le jour malgré l’opposition de l’archevêque de Paris et des banquiers du Vatican. Les frères Riant en seront parmi les principaux promoteurs et vraisemblablement aussi principaux actionnaires initiaux.
Si l’objet premier de la banque est de financer les projets de l’Église, en particulier la construction d’édifices religieux ou les écoles congréganistes, les milieux d’affaires catholiques verront dans cet établissement financier soutenu par le pape un moyen de concurrencer les grands entrepreneurs banquiers d’origine protestante et juive, comme les Pereire, Rothschild, Hottinguer ou Neuflize. Plus encore, l’établissement bancaire sera perçu comme une compensation aux échecs politiques successifs de ses fondateurs (de l’aristocratie et des milieux catholiques), après la tentative de coup d’état avortée du 16 mai 1877 et la démission de Mac-Mahon. De fait, l’Union Générale sera proche des milieux légitimistes dont elle sera soupçonnée de gérer la caisse noire, et sera en tous cas la «banque favorite de la haute noblesse».
Léon Riant prend la tête du projet en 1875 et assure la levée de fonds initiale. La gestion de la banque est plus tard confiée à Eugène Bontoux, Léon Riant s’effaçant alors pour devenir vice-président et administrateur de la banque.
Dès sa création, l’Union Générale s’engage dans une politique de développement très ambitieuse, c’est-à-dire non seulement de financement, mais aussi d’investissement en capital, en France et à l’étranger, se traduisant par l’entrée au capital de différentes sociétés dont elle est l’actionnaire de contrôle :
- la banque Impériale et Royale Privilégiée des Pays Autrichiens (Länderbank). Créée en 1880 à Vienne par l’Union Générale, afin de faire naitre, avec le soutien fort du gouvernement autrichien, un établissement de crédit autrichien de premier ordre, autonome et concurrent des deux plus grandes banques déjà existantes[43]. La banque fera plus tard partie du groupe Paribas, puis Dresdner Bank ;
- les sociétés de Trifail et de l’Alpine (mines de charbon) ;
- les chemins de fer de Pesth-Semlin-Belgrade ;
- la Banque des Pays Hongrois ;
- les Chemins de Fer de Hongrie ;
- la Société Française des Forces Électriques, portant un projet de développement en France d’un réseau de transport d’électricité, principalement à usage industriel et d’éclairage public, mais aussi de téléphonie et télégraphie ;
- la Banque de Belgrade ;
- les Chemins de Fer de l’Orient ;
- la Société de Réassurance ;
- les Brasseries Austro-Françaises ;
- la Société d’Assurance Austro-Hongroise ;
- les Chemins de Fer de Russie.

Le modèle économique de la banque consiste à utiliser le marché français comme réservoir de capitaux destinés à une «pénétration capitaliste» en Europe de l’Est.

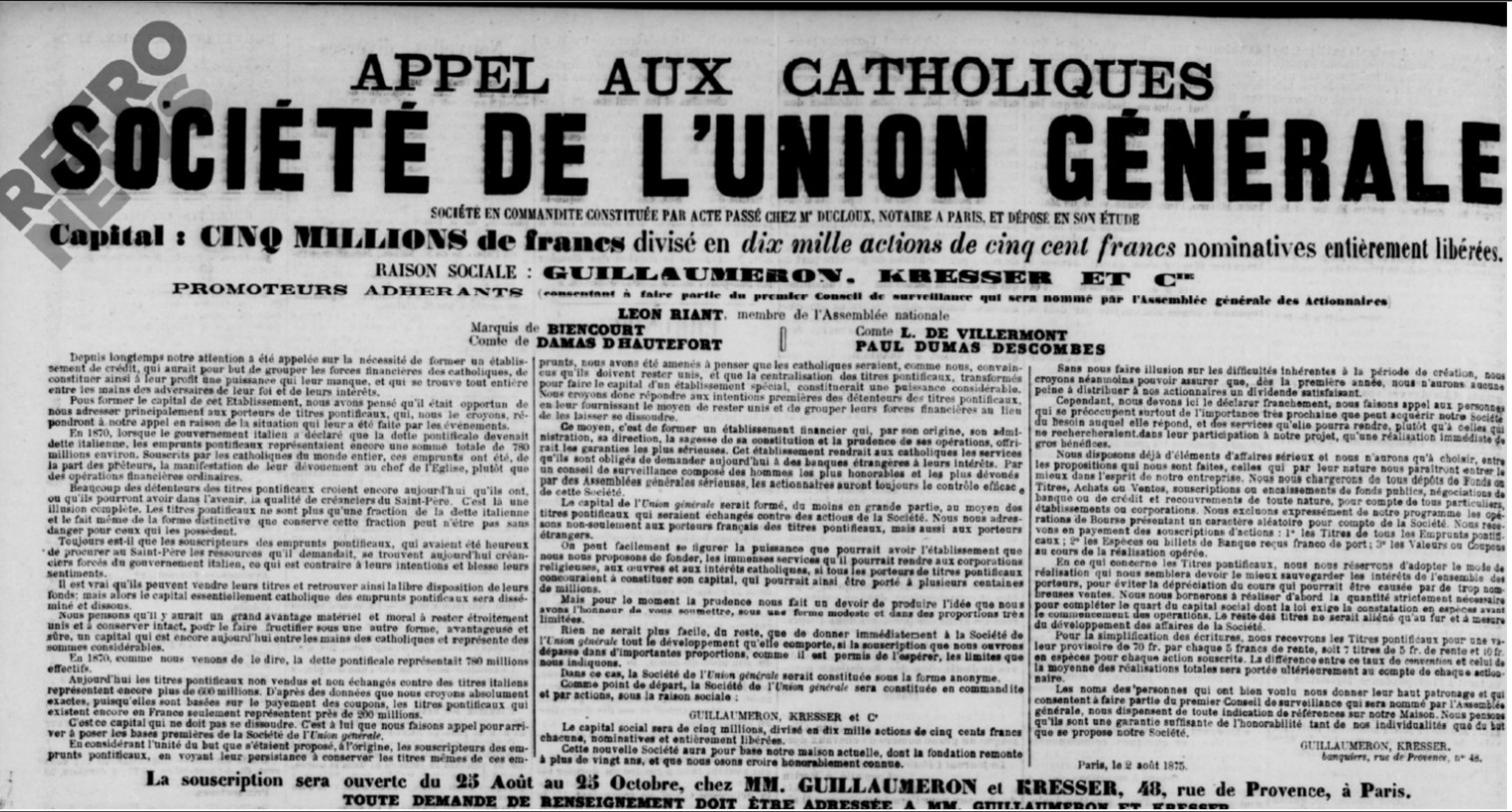
Levée de fonds de l'Union Générale - La gazette de France, 8 novembre 1875

L’Union Générale est aussi active dans la presse, en rentrant au capital du groupe de Paul Dalloz, les Publications Périodiques, probablement par l’intermédiaire de Léon Riant avec qui Dalloz avait un lien familial, et dont la famille était déjà actionnaire de la société de presse. En 1879, une assemblée générale extraordinaire, présidée par Paul Dalloz, nomme au conseil d’administration du Groupe Dalloz Eugène Bontoux, Léon Riant et le marquis de Beauvoir. À cette époque, le groupe est l’éditeur du Moniteur Universel, du Petit Moniteur, de La Petite Presse, de la Revue de France, du Monde Illustré, de La Presse Illustrée, de La Revue de la Mode, du Journal de Musique, de l’Avenir Militaire, de La Mosaïque de l’Art Contemporain, titres disparates ou on retrouve aussi bien la presse à fort tirage que des revues spécialisées et même un organe des avant-gardes littéraires. L’Union Générale devient rapidement l’actionnaire principal du groupe de presse, devant la famille Dalloz elle-même.
En outre, les dirigeants de l’Union Générale, en particulier Léon Riant, la Rochejacquelain et le comte de Rohan-Chabot créent en 1880 à Londres l’Anglo-Universal Bank Ltd, établissement bancaire se voulant catholique, et actif au Royaume-Uni, en France et en Italie.
Compte tenu de ses activités, notamment en ce qui concerne les chemins de fer, l’Union Générale entre rapidement en rivalité à la fois avec l’Allemagne de Bismarck, qui considère l’Autriche et l’Europe balkanique comme une zone de développement naturelle, et les Rothschild, pour qui les secteurs ferroviaires et bancaires comme la région, ou ils sont fortement implantés, sont stratégiques. On rapporte aussi une rivalité avec Paribas s’agissant de la Russie.
Dans les années 1880-1881, une conjoncture boursière particulièrement favorable conduit à l’envolée de la capitalisation boursière des grandes sociétés cotées, dont certaines gagneront près d’un tiers en un an: compagnies ferroviaires, banques, sociétés internationales comme Suez, L’Union Générale, favorisée par ses investissements prometteurs à l’Est, voit son cours augmenter particulièrement. Cependant, les spéculateurs s’attaquent à la banque en vendant ses titres a découvert, provoquant une chute du cours de bourse. La banque s’engage dans un programme risqué de rachat de ses propres actions afin de soutenir son cours de bourse, si bien que la banque ne peut plus faire face à ses engagements. Eugene Bontoux est arrêté la veille de l’Assemblée Générale, l’empêchant - selon lui - d’agir (en proposant au vote de l’assemblée une augmentation de capital) et précipitant la faillite de la banque.
L’une des conséquences du krach sera une lourde perte financière pour les actionnaires de l’Union Générale. On dit alors que le comte de Chambord, chef de la maison capétienne de Bourbon, perdit une grande partie de sa fortune, après avoir gagné jusqu’à 70 millions lors de la hausse. Le trésor de l’Église du Sacré-Cœur de Montmartre, étroitement liée aux Riant, est en partie englouti.
La rumeur de l’arrestation de Léon Riant, vice-président, et du prince de Broglie, administrateur, se répand, mais se révèlera erronée, de même que celle de la vente en catastrophe de l’Hôtel Riant situé au coin de la rue du Rocher, de Stockholm et de Vienne.
Eugène Bontoux et son directeur Général, Feder, seront jugés les principaux coupables de la faillite de la banque aux yeux des familiers de l’affaire. La thèse d’un complot, sorte de «guet-apens boursier» fomenté par les francs-maçons et la «finance juive» est par ailleurs très présent dans la presse de l’époque et reflète l’essentiel des travaux historiques, mais il n’en existe aucune preuve, et une autre thèse soutient au contraire l’idée d’une chute naturelle, non provoquée, de la banque d’affaires catholique.

## Les Riant: soutiens des grands projets catholiques auXIXesiècle
L’urbanisation de l’ère industrielle s’accompagnait chez les Riant, comme chez les Cochin, d’une préoccupation religieuse et morale. Ferdinand Riant était proche non seulement des Jésuites, mais aussi du clergé séculier, comme Maurice  d'Hulst de l’Institut Catholique de Paris ou l’abbé Benoit Langenieux, alors curé de Saint Augustin et vicaire général. Sous la Commune, le «bon riche», comme il était appelé, cache ce dernier et sauve ainsi le premier conseiller ecclésiastique du Comité de construction du Sacré-Cœur et futur cardinal-archevêque de Reims.
L’organisation de la vie spirituelle dans la famille Riant est typique de la haute bourgeoisie de l’époque et décrite dans certains travaux universitaires. La famille produira deux religieuses, mais c’est sur le terrain des grands projets catholiques qu’elle laissera un héritage toujours perceptible aujourd’hui.

### Les congrégations religieuses duVIIIearrondissement et églises parisiennes

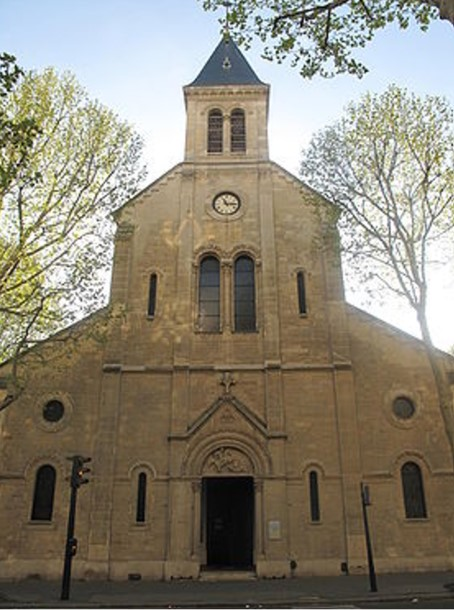
Saint Georges de la Villette, Paris

Les congrégations des Missionnaires Oblats de Marie Immaculée, des Frères de la Sainte-Famille de Belley et des Sœurs de la Sainte Famille de Bordeaux sont toutes installées, dans les années 1860, dans le Nord du quartier de l’Europe, en pleine urbanisation, grâce à la famille Riant en particulier. Elles y seront rejointes par la Congrégation de Marie Réparatrice, proche des Riant, avec son couvent rue de Calais, auquel s’ajoutera, en 1887-1889, le 22 rue de Naples, grand terrain donné par les Riant et sur lequel les sœurs édifieront un couvent, deux chapelles, des parloirs et salles de conférence. Ce couvent fonctionnera jusqu’en 1901.
En 1872, Ferdinand Riant crée la Société Anonyme des Bâtiments Religieux, avec pour objet d’élever des églises dans des quartiers naissants, et de les entretenir «jusqu’à l’heure ou la paroisse, enrichie, pourrait racheter sa créance». C’est ainsi que furent bâties les églises Saint-François de Salle et Saint-Georges, sur les pentes des buttes Chaumont. Ferdinand Riant dirige la société jusqu’à sa mort, date à laquelle il est remplacé par le baron de Mackau. Au début du XXe siècle, la société élargit son champ d’action pour devenir la Société des bâtiments religieux et scolaires.

### La Basilique du Sacré-Cœur de Paris
En 1875, année de la pose de la première pierre de la basilique du Sacré-Cœur, Ferdinand Riant est nommé au comité par Monseigneur Guibert pour y superviser le chantier. Il devient vice-président du comité du Vœu National et membre de la Commission de surveillance, ou on y loue avec humour son «ardeur un peu excessive».

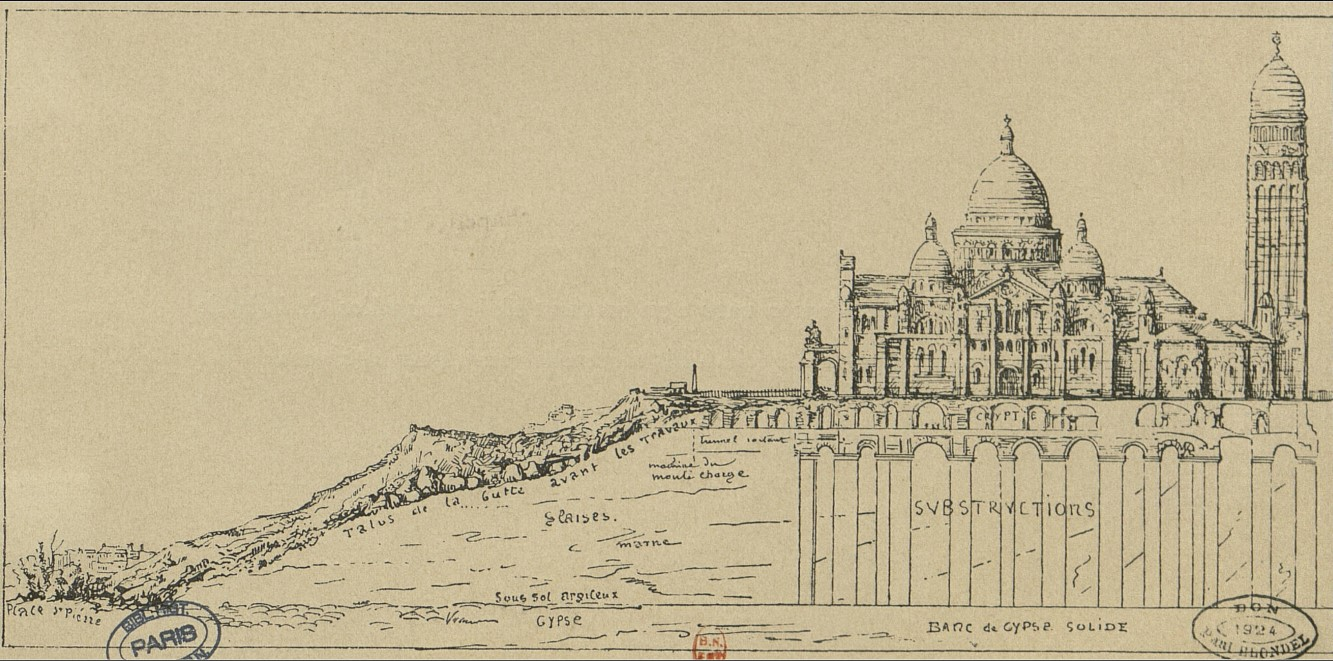
Plan de la Basilique du Sacré-Cœur de Montmartre

Dans ses débuts à la recherche de sa vraie définition, la Commission s’appellera successivement Commission de surveillance, de contrôle, de la comptabilité, parfois même aussi Commission du contentieux. Finalement sa désignation officielle sera Commission de délégation. Ses cinq membres appartiennent au Comité, sauf son secrétaire, rémunéré, qui est un architecte et qui a voix consultative seulement. Elle a le droit et le devoir de connaitre tous les projets, devis, moyens mis en œuvre, résultats des travaux et règlements. L’archevêque et le trésorier du Comité ne feront rien sans la consulter. Les premiers membres de la Commission seront donc Ferdinand Riant, André Haudry de Soucy, inspecteur général des finances, et Cyril de Benque.

### L’institut Catholique de Paris et l’hôpital Saint-Joseph
Bien que l’Institut Catholique ait été financé par les diocèses et que son orientation pédagogique soit décidée par un collège d’évêques, Ferdinand Riant en est considéré comme un des fondateurs laïcs. En effet, c’est d’abord l’action de certains hommes politiques, dont Riant, qui, au bout de 25 années d’effort (après la loi de 1850), débouche sur le vote de la loi du 12 juillet 1875, accordant la liberté de l’enseignement supérieur. Quelques jours après la promulgation de la loi, le groupe de politiciens catholiques qui en étaient à l’origine se présentent chez le cardinal Guibert, archevêque de Paris. «Nous avons conquis, disaient-ils, la liberté de l’enseignement supérieur, hâtez-vous d’en profiter. Le pouvoir politique va nous échapper». L’archevêque jugea le conseil bon et n’hésita pas à le suivre.
L’article 4 de la loi du 12 juillet 1875 statue par ailleurs que les établissements libres d’enseignement supérieur doivent être représentés par au moins trois administrateurs. Les trois premiers administrateurs, formant le conseil d’administration de l’Institut Catholique, nommés par les évêques le 10 novembre 1875, furent :
- Charles Hamel, avocat, docteur en droit, commandeur du Saint- Sépulcre et de Saint-Grégoire-le-Grand, administrateur-trésorier et président du Conseil ;
- Ferdinand Riant, ancien élève de l’École Polytechnique et de l’École des Mines, membre du Conseil municipal de Paris et du Conseil général de la Seine, commandeur de l’Ordre de Saint-Grégoire-le-Grand ;
- le comte Eugène de Germiny, docteur en droit, qui ne fit que passer en raison d’une affaire de mœurs et fut remplacé, dès le 24 janvier 1877, par Octave Depeyre, sénateur, ancien garde des sceaux.

L’implication de Ferdinand Riant dans l’Institut Catholique s’explique aussi par le projet parallèle qui l’animait également: la création de l’hôpital Saint Joseph. En effet, l’ambition initiale de l’Institut était bien sûr de proposer un enseignement de la médecine. Or une faculté de médecine ne pouvait se concevoir qu’adossée à un hôpital en activité. «Les administrateurs avaient demandé que l’on commençât le plus tôt possible l’enseignement de la médecine, soit en ouvrant tout de suite des cours et des conférences préparatoires aux concours de l’internat et de l’externat des hôpitaux, soit en hâtant la construction de l’hôpital Saint-Joseph comme condition préalable à l’ouverture des cours» relate monseigneur Péchenard. C’est ainsi que Charles Hamel et Ferdinand Riant étaient aussi administrateurs de l’hôpital Saint Joseph.
Ferdinand restera administrateur de l’Institut Catholique de Paris jusqu’à sa mort en 1897. Il fut alors remplacé par Paul de Raynal, docteur en droit, ancien substitut du procureur général près la cour de Paris.

### La défense des écoles religieuses

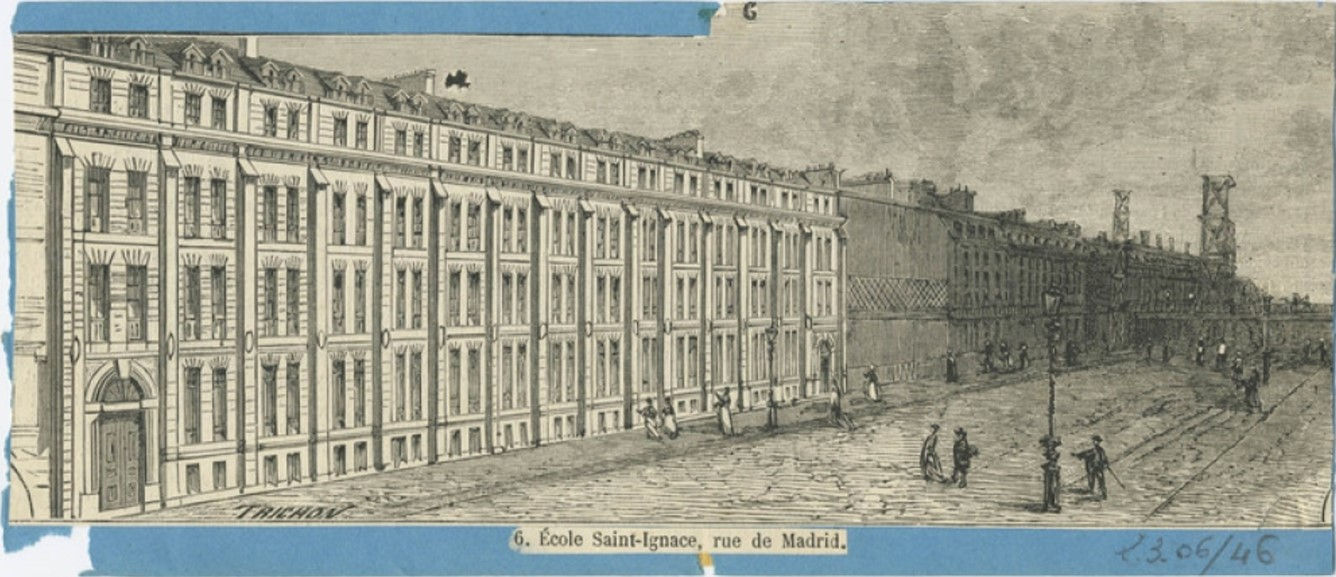
Externat de la rue de Madrid, vers 1860, par JF Trichon

Le 25 mars 1880, deux décrets du gouvernement de Charles de Freycinet mènent à la dissolution en France de l’ordre des jésuites, la Compagnie de Jésus, ce qui oblige en principe la congrégation à cesser l’enseignement dans les établissements scolaires qu’elle gérait jusqu’alors, c’est-à-dire en particulier les classes préparatoires Sainte-Geneviève (Ginette), alors située 18 rue Lhomond (anciennement rue des Postes), et l’école Saint-Ignace, 18 rue de Madrid.
Pour contrer cette décision du gouvernement, deux sociétés anonymes sont créées en 1880 par Ferdinand Riant, qui en est président. Leur objet social est la poursuite de l’enseignement tel qu’il était conduit jusqu’alors, mais en substituant en apparence aux jésuites un actionnariat laïc et des prêtres du clergé séculier. En réalité, ce changement de façade permettra aux jésuites de continuer leur mission d’enseignement avec le soutien des prêtres diocésains.
Le site de l’école Saint-Ignace, devenue en 1880 l’Externat de la Rue de Madrid sera racheté par l’État en 1905 pour y installer le Conservatoire National Supérieur de Musique et de Danse (le «Conservatoire de Paris», mais l’école donnera naissance en 1895 à l’école Saint-Louis de Gonzague-Franklin lorsque son recteur, le père Barbier, rachètera Le Petit Externat de la rue Franklin.
Dans les années 1890, Ferdinand Riant est membre du Comité Générale de Souscription pour la Défense de la liberté Religieuse, dont il est trésorier. À ce titre, il supervise les souscriptions, qui seront annuelles. Le Comité est un organe visant à recueillir du public des financements destinés au premier chef à «soutenir et développer les écoles libres, si nécessaire pour assurer l’éducation chrétienne de la jeunesse». Plusieurs appels à souscription ont lieu dans les années 1890, s’appuyant sur la notoriété de ses membres fondateurs, présidés par Armand de la Rochefoucauld, député, et parmi lesquels on trouve, outre Riant, de nombreux députés conservateurs.
| Le Rappel 8 mai 1880 |
| « il cite ces paroles prononcées « de sa voix vibrante par M. Ferdinand Riant, semblable au héraut de Saint-Denis annonçant solennellement la mort d’un roi » : « l’école Saint-Ignace, fondée en 1874 à Paris rue de Madrid, cesse d’exister ». À la pensée qu’il n’y aura plus d’école Saint-Ignace, un profond désespoir va s’emparer de tout votre être, quand le supérieur de l’établissement, le R.P. de Gabriac, se lève, et, d’une voix forte : « la rentrée aura lieu le 7 octobre prochain, à huit heure et demie du matin, les élèves sont invités à assister à la messe du Saint-Esprit ». Comment la rentrée ? Mais « l’école Saint-Ignace a vécu !». Le cri du héraut de Saint-Denis est le cri de M. Riant. « L’école Saint-Ignace a vécu, mais cette œuvre est française, et la tradition immémoriale des antiques institutions françaises, c’est la résurrection, c’est la perpétuité. L’école Saint Ignace a cessé d’être, vive l’externat de la rue de Madrid ! ». En réalité ce sera la même chose sous un autre nom, la loi sera contournée, les jésuites feront une fausse sortie et le gouvernement sera traité comme ces ganaches de vaudeville qui ne reconnaissent plus un farceur s’il change de costume en coulisse » |

### L'hôpital Saint-Joseph
Fondé en 1878 à l’initiative de Monseigneur d’Hulst et de familles catholiques, dont en particulier les Riant (Ferdinand Riant, qui en était administrateur, était présenté comme l’un de ses fondateurs notables), le «petit hôpital» ouvre ses portes le 14 septembre 1884 avec 26 lits, un médecin, un chirurgien, et 8 religieuses de l’ordre de Saint-Vincent de Paul. En 1895, l’hôpital accueillait annuellement 2000 malades, C’était le plus important hôpital créé à Paris par l’initiative privée. Son budget annuel de 200 000 francs était alors uniquement financé par des dons privés.
Jusqu’en 1914, les dons des bienfaiteurs permettent d’ouvrir de nouveaux lits, de construire de nouveaux bâtiments, dont le pavillon Riant, d’acquérir des terrains et de diversifier les spécialités médicales et chirurgicales. En 1919, l’hôpital est reconnu comme établissement d’utilité publique. Il choisit, en 1976, de participer au service public hospitalier.

### La librairie catholique de Propagande
La librairie catholique de propagande est une maison d’édition créée chez Me Dufour le 19 novembre 1881 par le comte Paul Riant, ami de Gabriel Hanotaux. Elle fait partie d’un certain nombre d’éditeurs catholique jugés innovant et se plaçant résolument dans le sens de la modernité, comme en témoigne la presse de l’époque.

### Les recherches dePaul Riantsur lescroisadeset la création de la Société de l'Orient Latin
La thèse de doctorat en Philologie à la Sorbonne de Paul Riant "Expéditions et pèlerinages des Scandinaves en Terre Sainte au temps des croisades" le fait remarquer par Sa Sainteté le Pape Pie IX  qui lui confère le titre de Comte romain (Comes romanus) en 1864 pour lui et sa descendance.
En 1874, il fonde la Société de l'Orient Latin pour continuer ses travaux de recherche sur les Croisades.
Il a financé presque exclusivement la publication des Archives de l’Orient latin (1881 et 1884) et de la Revue de l’Orient latin en douze volumes (parue de 1893 à 1911).
Il est reconnu comme un des grands spécialistes des Croisades. Les livres de sa très grande bibliothèque sont consultables  aujourd'hui dans des bibliothèques d'Université telles qu'Yale University et d' Harvard  University aux États-Unis.https://library.harvard.edu/collections/count-paul-riant-collection

### Les dons du comte et de la comtesse Riant à la commune et l'église de Massongex et à l'Abbaye de Saint Maurice dans le Valais en Suisse
À sa mort, le 17 décembre 1888 au Château de La Vorpillière à Massongex, les Chanoines de la Basilique de Saint Maurice décidèrent de l'inhumer dans le cœur de la Basilique pour le remercier des différents dons qu'il fit avec sa femme à l'Abbaye. Une partie du Trésor exposé aujourd'hui dans l'Abbaye a été donné par la famille Riant lorsqu'elle résida en Suisse.
Sa femme née Antoinette Cornuau d'Offémont est enterrée dans le jardin de l'Église de Massongex où elle aimait aller à la messe et prier.

## L’univers des Riant dans la littérature

### La Comédie humaine de Balzac
Le développement du Quartier de l’Europe par mené par les Riant-Mignon est la toile de fond de La Comédie Humaine. En effet, la série de Balzac relate la transformation de la Petite Pologne, la plaine des Errancis, sous l’effet des spéculations et des programmes de développement, à partir de 1821. "Le quartier ainsi appelé s’étendait entre les rues du Rocher, de la Pépinière et Miromesnil actuelles; le centre en était la place de Laborde, ouverte vers 1816 et ou un marché exista de 1831 à 1866; ce nom de «Petite Pologne» provenait d’une enseigne «Au Roi de Pologne», allusion au duc d’Anjou, roi de Pologne, le futur Henri III".
Dans Beatrix (1839), le quartier de l’Europe n’étant pas achevé, Balzac décrit «ces solitudes de Moellons sculptés qui meublent les rues européennes d’Amsterdam, de Milan, de Stockholm, de Londres, de Moscou, steppes architecturales ou le vent fait mugir d’innombrables écriteaux qui en accusent le vide par ces mots: Appartements à louer!  Quand Monsieur de Rochefide rencontra Mme Schontz, elle occupait le troisième étage de la seule maison qui existât rue de Berlin».
Mais surtout c’est l’observation de la société et des acteurs de son changement qui intéressera Balzac. Les transformations urbaines auront pour effet de déplacer encore le «centre réel de la puissance et de la fortune», après s’être déplacée parallèlement au cours de la Seine, depuis la place Royale jusqu’au palais bâti par Richelieu, et qui se trouve maintenant établi sur le boulevard des Italiens et à la Madeleine. Cette partie de Paris subit une métamorphose complète, «devenant tout à fait digne, à force d’élégance et de richesse, du voisinage de la rue de la Paix et des Tuileries, de la rue Royale et de la place de la Concorde». Ainsi, la fortune du personnage principal de Balzac dans La Cousine Bette (1846), le baron Hulot, est étroitement liée aux «révolution de la propriété de Paris». Les faits de l’histoire économique confèrent chez Balzac de la réalité à la fiction en la liant à la réalité contemporaine.

### L’Argentde Zola
Le tome 18 des Rougon-Macquart, L'Argent, publié en 1891, est directement inspirée de l’histoire de l’Union Générale, la «banque Universelle», sur laquelle Émile Zola avait fait des recherches approfondies, même si d’autres affaires boursières de l’époque ont aussi nourri sa connaissance du milieu financier.
Aristide Saccard, personnage principal, semble en partie inspiré par à la fois Léon et Ferdinand Riant. Après avoir amassé une fortune considérable dans des opérations immobilières à la suite des grands travaux parisiens de développement urbain, il se lance dans l’aventure de la Banque Universelle. Il est l’administrateur bénévole et dévoué de l’Œuvre du Travail, une fondation de bienfaisance. Son frère est un homme politique. Le personnage du richissime banquier Gundermann est quant à lui clairement inspiré de James de Rothschild. Engagé dans une rivalité avec Gundermann, Saccard recrute Hamelin, un ingénieur ayant amassé à l’étranger un portefeuille de projets nécessitant des capitaux, qui parait évidemment être inspiré par Eugène Bontoux.
Dans le roman de Zola comme dans la réalité, après une période de franc succès, l’affaire tourne mal et la combinaison d’erreurs de gestion et de la spéculation boursière emporte la banque.

### Les Boussardel de Philippe Hériat
Les Boussardel est une série littéraire française comportant quatre romans écrits par Philippe Hériat et publiés entre 1939 et 1968. Elle valut à son auteur, «romancier des dynasties bourgeoises et des grands propriétaires de la plaine Monceau», le prix Goncourt en 1939, et le Grand prix du roman de l’Académie Française en 1947.
L’intrigue met en scène une famille de grands bourgeois, agents de change, les Boussardel, sur trois générations de 1815 à 1890. Certains éléments, en particulier les investissements immobiliers très ambitieux dans le Quartier de l’Europe, l’édification d’un «caveau monumental» au cimetière du père Lachaise, la présence d’un notaire dans la famille, le choix des prénoms des personnages (Ferdinand, Théodore, Xavier, Valentin), le titre du troisième volume (Les grilles d’or, 1962, qui rappelle Sylvain Mignon) laisse penser que l’histoire de la famille Riant a inspiré Hériat. En revanche, le métier d’agent de change et la distance assumée des Boussardel avec la religion les éloigne des Riant du XIXe siècle.

## Des demeures notables du Bourbonnais à Paris

### Le Bourbonnais
Dans les années 1820, les frères Ferdinand-Joseph et Jean-Louis Riant détiennent les houillères de Fin et de Noyant dans l’Allier, qui incluent non seulement les mines, mais 630 hectares de terres labourables, prés, vignes, bois, moulins, étangs. C’est de cette époque que date une implantation de la famille Riant en Bourbonnais.
C’est à 20 km de Noyant, à Vieure, que les Riant achètent le Château de la Salle vers 1830. Il s’agit un beau château du XVe siècle, sis sur une propriété de quelque 1 000 ha, certainement construit pour défendre un gué stratégique sur la rivière le Bandais par Jehan de la Salle. Les Riant reconstruisent la tour de la chapelle avec l’architecte Moreau vers 1875. La partie nord (donjon rectangulaire et tours rondes d’angles) est conservée tandis que les ailes en retour sont dotées de nouveaux percements et de nouvelles toitures. Pour les relier, une autre aile est édifiée, flanquée d’une tour carrée de style néo-gothique et néo-Louis XIII.
Dans les années 1870, Théodore Riant (1832-1901), frère de Ferdinand, souhaite construire pour lui-même une demeure au confort moderne, jouissant d’une vue plus élevée que la Salle. La première pierre du château de la Chaussière est ainsi posée en mai 1876 par Monseigneur de Dreux Brézé, évêque de Moulins. L’imposante demeure se compose d’un corps de bâtiment s’élevant sur 5 niveaux avec une chapelle, une aile en retour avec une tourelle échauguette et une grande tour carrée abritant l’escalier principal. Son architecte, Alfred Coulomb, était un élève de Viollet-le-Duc. Avec l’emploi de briques, de pierres blondes et ses hauts toits, on pourrait croire découvrir le pastiche d’une façade néo Louis XIII comme la fin du XIXe siècle les aimait tant. En réalité, l’harmonie générale qui se dégage de l’édifice convainc résolument par son originalité et sa cohérence même si des emprunts à la renaissance et au Moyen Âge apparaissent.

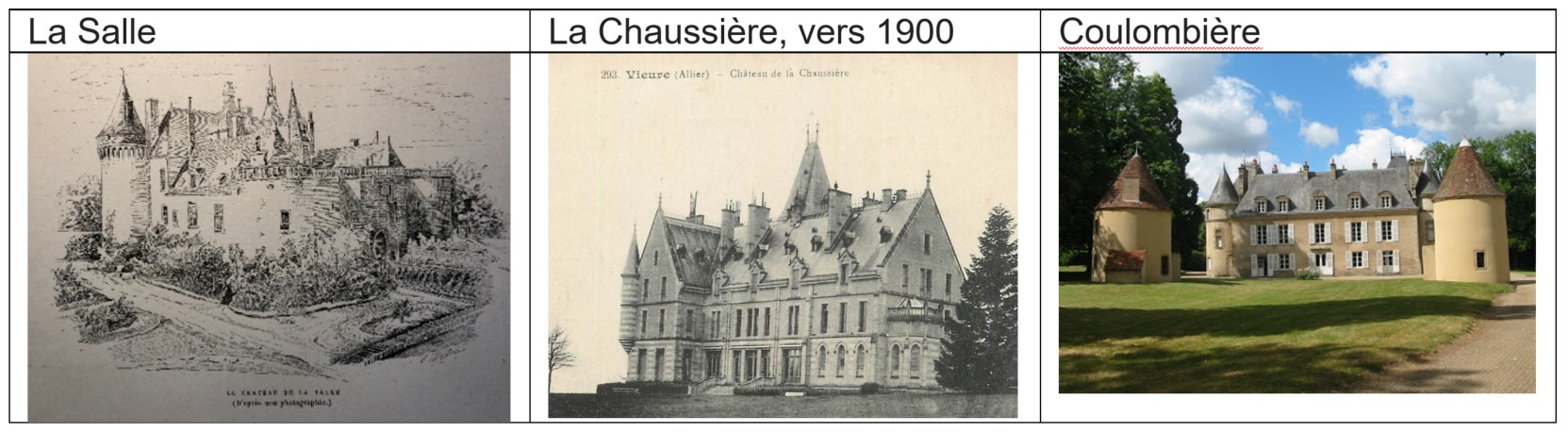
Demeures Riant - Bourbonnais

Le Château de Coulombière, à Saint Aubin le Monial, est aménagé dans la deuxième moitié du XIXe siècle par Charles Riant (1825-1892), frère du député Léon Riant, sur la base d'un petit manoir du XVIe siècle.
L’implantation des Riant en Bourbonnais est probablement la source d’une passion répandue dans la famille, au XIXe siècle et pendant la première partie du XXe siècle, pour la vénerie et plus généralement l’équitation. L’équipage de la Chaussière, à Théodore Riant (1832-1901), chassait en forêt de Dreuille et d’Espinasse, le loup et le sanglier d’abord puis le chevreuil à partir de 1875.
Ferdinand Riant (1899-1983), petit-fils de Théodore Riant et neveu de Ferdinand Riant (1827-1897), fut un auteur de vénerie remarqué, avec notamment Parlons Vénerie (1950) et Entre Chiens (1954). Il était membre assidu du cercle Dampierre, le plus ancien cercle de trompe de chasse, dont il fut vice-président. Il était également impliqué dans l’organisation des courses de chevaux avec la société des Steeples chase; plusieurs courses d’obstacle portent aujourd’hui son nom: Prix Ferdinand Riant à Auteuil en octobre (steeple chase), à Mont de Marsan en février (steeple chase) et à Pau en février (cross country).

### Les hôtels praticuliers Riant à Paris

#### 30, rue du Rocher
Propriété acquise en 182

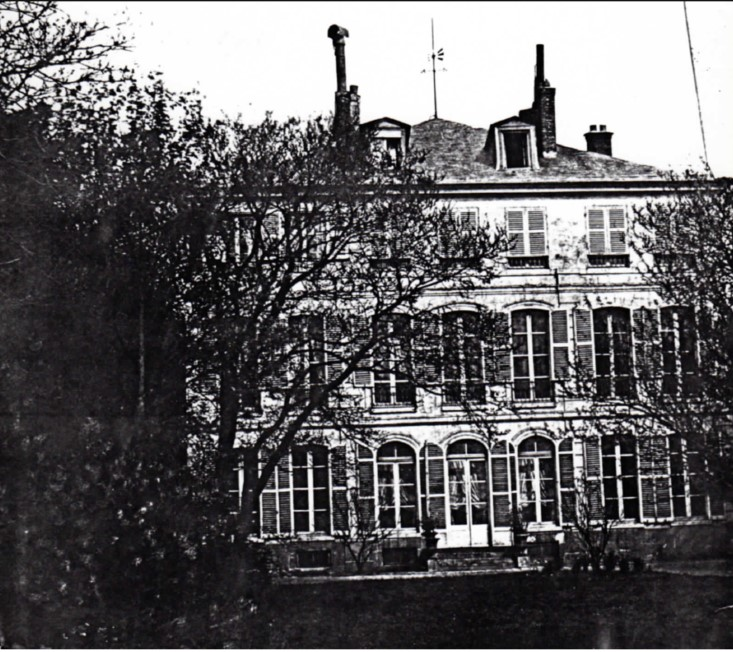
Hôtel Riant-Mignon

« Le somptueux hôtel sis à l'angle des rues du Rocher; de Rome, de Stockholm et de Vienne, dont nous avons annoncé hier la mise en vente, sur une mise à prix de 3 300 000 francs, n'appartient nullement, comme certains journaux paraissent le croire, à M. Léon Riant, et la vente, qui est annoncée pour après-demain mardi, n'a aucun rapport avec la débâcle de l'Union générale. Depuis la mort de M. Riant père, cet hôtel était une propriété indivise. La mise en adjudication qui remonte, d'ailleurs, à une dizaine de jours avant la grande baisse de la Bourse, était donc inévitable ».

#### 36, rue de Berlin
La rue de Berlin est tracée en 1826 dans le cadre du développement du quartier de l’Europe. Elle sera rebaptisée rue de Liège en 1914 dans le contexte du début de la première guerre mondiale.
L’hôtel du 36 rue de Berlin, était le domicile de Ferdinand Riant, qui meurt sans descendance en 1897. Après sa mort, le 36 rue de Berlin est le domicile du comte Pierre-Emile de Kératry, militaire commandant l’armée de Bretagne, député et proche de Gambetta.

### Les Riant et la naissance de la sidérurgie moderne, Riant frères et Cie
- Bertrand Gille, La sidérurgie Française au XIXe siècle. Genève, Droz, 1968
- John Harold Clapham, The Cambridge economic History of Europe. Cambridge University Press, 1963

### Le développement de Paris, le quartier de l’Europe
- Annie Térade, Le nouveau quartier de l’Europe à Paris, Acteurs publics, acteurs privés dans l’aménagement de la capitale, 1820-1839. Thèse de doctorat sous la direction de Pierre Pinon, Paris 8, 2001
- Jacques Pessard, Nouveau dictionnaire historique de Paris. Reliure inconnue, 1904
- Léon Maillar, Il y a un siècle, on créa de toutes pièces le quartier de l’Europe. Paris Soir, 24 janvier 1927

### Les Riant et les chemins de fer, la Compagnie Riant
- Fred Norman Affleck, The beginning of modern transport in France: the Seine Valley 1820 to 1860, University of London, 1972
- Polenceau et Bellanger, «Chemin de fer de Paris à Rouen, le Havre et Dieppe», Compagnie Riant, Mémoire de Messieurs Polenceau et Bellanger, ingénieurs des ponts et chaussées, janvier 1837 et 1838. Imprimerie de Moreau et Bruneau 39 rue Montmartre, BNF
- Alphonse Subtil, Histoire des Chemins de fer dans la région Mantaise. Le Mantois No 10, 1959
- Jacques Barreau, 150e anniversaire du chemin de fer à Maison. Editions Sutton, Provinces Mosaiques, 19 juillet 2016
- Emile Pereire, La Compagnie des chemins de fer de l’ouest contre MM. Riant, Mignon, Hagerman. Note d’Emile Pereire, directeur du chemin de fer de Saint-Germain, Bibliothèque impériale, 1858

### L’ambition, l’ascension et la chute de l’Union Générale
- Eugene Bontoux, L’Union Générale, sa vie, sa mort, son programme. Nouvelle Librairie Parisienne. Albert Savien Éditeur, 1888. Harvard University Library, 1943
- Jean Bouvier, Études sur le Krach de l’Union Générale (1878-1885). Press Universitaire de France, 1960

### Les Riant soutiens aux grands projets catholiques auXIXesiècle
- Caroline Muller, La direction de conscience au XIXe siècle (1850-1914), Contribution à l’histoire du genre et du fait religieux. Thèse soutenue en 2017 à Lyon II
- Jacques Benoist, Le Sacré-Cœur de Montmartre, de 1870 à nos jours. Editions Ouvrières, 1992
- Jacques Benoist, Le Sacré-Cœur des femmes, de 1870 à 1960. Editions, Atelier, 2000

### L’univers des Riant dans la littérature
- Edouard Richard, L’Argent de Zola et le krach de l’Union Générale, une lecture juridique. Genève, Edition Droz, 2018
- André Lorant, Les parents pauvres d’Honoré de Balzac, étude historique et critiques. Revue Belge de Philologie et d'Histoire, 1969

### Des demeures notables du Bourbonnais à Paris
- René Germain, Fiefs, Mottes, Maisons Fortes et Manoirs en Bourbonnais. Editions De Borée, 2004
- Jacques Hillairet, Dictionnaire Historique des rues de Paris. Minuit, 1985